# Airoux
Airoux település Franciaországban, Aude megyében. Lakosainak száma 189 fő (2022. január 1.). Airoux Labastide-d’Anjou, Montferrand, Montmaur, Ricaud és Soupex községekkel határos.

## Népesség
A település népessége az elmúlt években az alábbi módon változott:
| Lakosok száma | 142  | 100  | 110  | 126  | 157  | 159  | 163  | 168  | 170  | 189  |
|               | 1968 | 1982 | 1990 | 2006 | 2013 | 2015 | 2017 | 2019 | 2020 | 2022 |